# Чуриков, Дмитрий Александрович
Дмитрий Александрович Чуриков (род. 2 января 1975 года, Саратов) — российский волейболист и тренер.

## Биография
Родился 2 января 1975 года в Саратове. С 1981 по 1991 год учился в средней школе № 54 в родном городе.
В качестве игрока выступал за волейбольные команды «Лада / Энергетик» (1995—2001, 2005—2006, 2007—2008), «Динамо-УВО» (2001—2002), «ТНК-Оренбург» (2002—2005, 2006—2007).
С 2013 года работает тренером в команде «Протон». С 2016 года также является главным тренером молодёжной команды «Протон».
В 2019 году был старшим тренером женской сборной России на Универсиаде в Италии.

## Личная жизнь
Женат на Ольге Чуриковой.